# Baitala
Baitala  (ucraniano: Байтали) es una localidad del Raión de Podilsk en el Óblast de Odesa de Ucrania. 
Según el censo de 2001, tiene una población de 917 habitantes.